# Hot Buttered Soul
Az 1969-es Hot Buttered Soul Isaac Hayes második nagylemeze. A legnagyobb soul albumok között tartják számon. Szerepel az 1001 lemez, amit hallanod kell, mielőtt meghalsz című könyvben. 2020-ban Minden idők 500 legjobb albuma listán 373. helyen szerepelt.

## Az album dalai
| 1. | Walk On By                         | Burt Bacharach, Hal David    | 12:03 |
| 2. | Hyperbolicsyllabicsesquedalymistic | Isaac Hayes, Alvertis Isbell | 9:38  |

| 1. | One Woman                    | Charles Chalmers, Sandra Rhodes | 5:10  |
| 2. | By the Time I Get to Phoenix | Jimmy Webb                      | 18:42 |

## Közreműködők
- Isaac Hayes – ének, billentyűk
- Marvell Thomas – producer, billentyűk

The Bar-Kays
- Willie Hall – dobok
- James Alexander – basszusgitár
- Michael Toles – gitár